# 神道北窓流
神道北窓流（しんとうほくそうりゅう）は、伊予行佐介が開いた柔術の流派である。

## 歴史
久留米藩で学ばれていた柔術である。

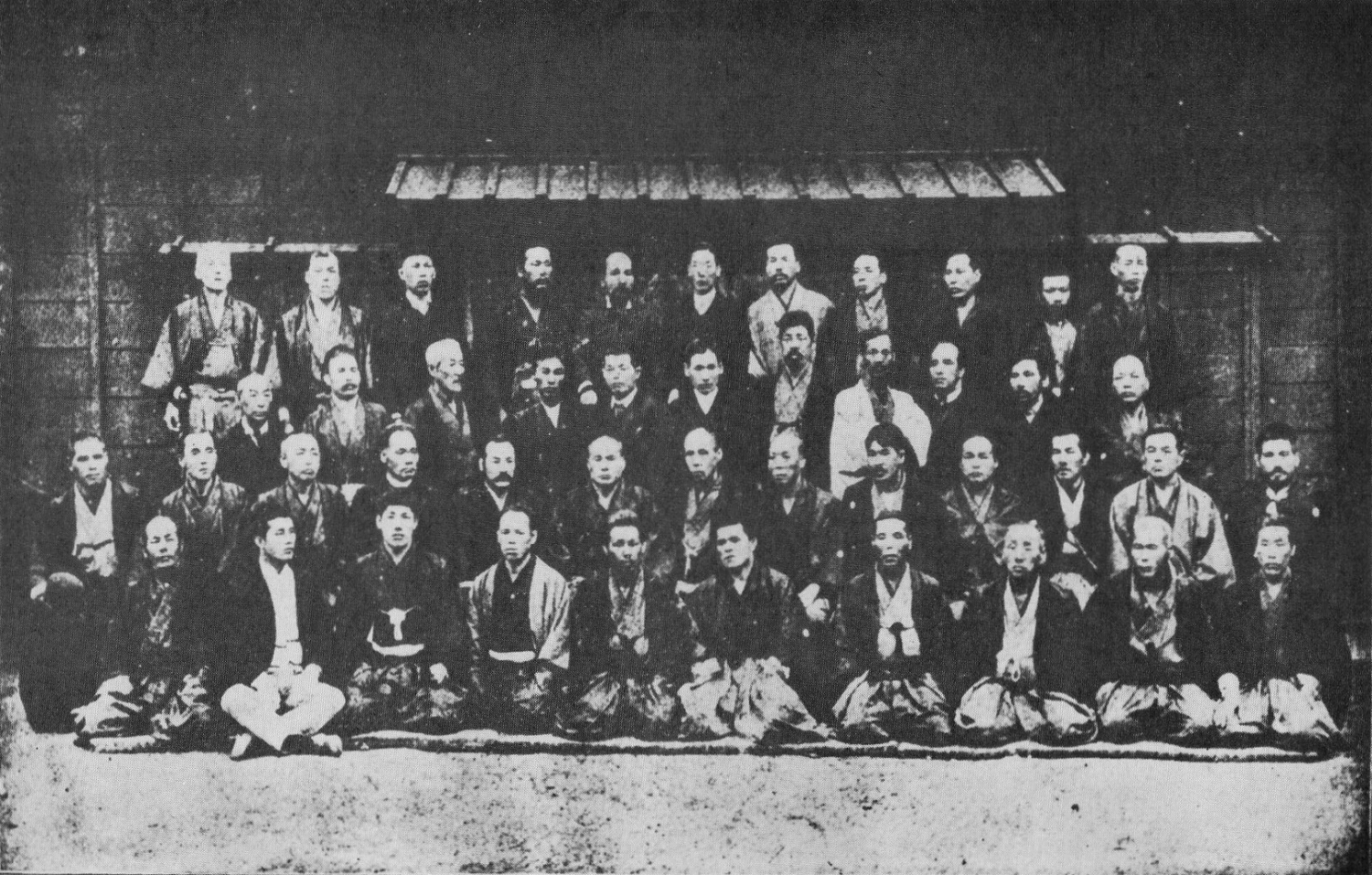
1888年（明治21年）ごろの警視庁武術世話掛
二列の四人目が河野市次
二列の左端が今村四三二

神道北窓流では1848年（嘉永元年）生まれで福岡県三井郡出身の河野市次（河野一二）が著名であった。河野市次は原太助の門人であり1875年（明治8年）に免許皆伝を受けた。
1888年（明治21年）神道北窓流師範の河野市次と今村四三二は、警視庁から招聘されて警視庁柔術世話掛となった。
河野市次は深川警察署、今村四三二は品川警察署の柔術師範を務めた。
1914年（大正3年）河野市次は功績が認められて大日本武徳会柔道範士となった。
河野市次の子息の河野芳太郎は、神道北窓流を名乗らず講道館の柔道家となった。河野芳太郎の子の河野武夫は深川門前仲町の武隆館で柔道を教えており多数の高段者がいた。河野武夫の後は河野暾子が継いだ。
河野と共に上京した今村四三二は河野の兄弟とされており、品川区北品川に柔術道場を開いて多くの門人を育成した。今村四三二の弟子には品川町消防組の組頭を務めた山本善太郎や真蔭流柔術三代目を継いだ瀧澤常三郎などがいる。今村四三二は1907年（明治40年）に病死した。

## 神道北窓流に関する話

### 不遷流の田辺又右衛門との試合
1892年（明治25年）に本郷警察署で河野市次と不遷流の田辺又右衛門との試合が行われた。
以下は田辺又右衛門の口述筆記に記された内容である。
河野市次は既に相当の年輩で20代の息子がいた。
河野は頗る頑丈な体格で気が強い人物で、技術も相当しっかりした警視庁中で立派な先生の一人であった。田辺又右衛門の父親に近い年齢で柔術家として立派であると聞いていた。
田辺は勝負である以上は先輩であっても遠慮せず、立ち合うと共に河野を引き倒した。
さらに上に廻り追い詰め、攻め付けて息が上がるように相手を苦しめながら何十回か分からないくらい激しく廻った。ついに、田辺の目的通り河野は弱ったので馬乗りになって襟締めで降参させた。
田辺又右衛門は勝負を済まして引き込む段となったが、頭が変になり方角が全く分からなくなってしまった。田辺は河野市次が引き込んでいく姿を見つけ自分の控所に替えることができたが、控所でも頭がボーとしており、一汗流しに浴場へ行こうとしても自分の下駄が分からなかった。
河野市次も田辺との一戦が苦しく、もう田辺とはやらず倅に仇討ちをさせると言っていた。
河野の息子は田辺と同じくらいの年齢であったが、田辺は河野の息子は左程の大家にならなかったし余り強くもなかったので仇討ちで酷い目に遭わされることもなく済んだと語っている。
その後、河野市次の弔合戦という訳ではなかったが、河野の弟である今村四三二が田辺又右衛門と品川警察署で試合を行い引き分けている。

### 武田応吉と河野市次
扱心流と自剛天真流の武田応吉は、明治20年頃に福岡警察署巡査の河野市次に就いて久留米流の臥業（寝技）を研究した。
河野市次はその後上京して警視庁の師範となり講道館の横山作次郎と雌雄を競った。
河野の臥業にはワク入れと俗に言っていた技があった。
片足一本を寝たまま相手の寝ている横より腹部に斜めに足を掛けて、相手が足を抜けて起きようとすると後ろから脇下の所をチョイと引っ掛けてまた相手を倒すという便利な臥業であった。

### 河野市次が賊を捕えた話
昼中の博多柳町で遊び人が刃物を持って乱暴する事件が起きた。遊郭は店を閉め二階より見物し野次馬は黒山のように集まったが誰も取り鎮める者がいなかった。
警察署から河野市次が来て狂った遊び人に向かい「おさまれ。」と言ったが、この遊び人は刃物を以て河野に襲い掛かった。河野市次は二の腕関節を握り刃物を取り上げ、遊び人を捕えて警察署に連行した。
見物人は河野市次の早業に驚き入り「巡査にあげな強い人がござろうか。」と舌を巻き付近の大評判となった。

### 今村四三二が二賊を捕えた話
1896年（明治29年）北品川字北馬場の酒屋の妻の加藤おさだが掛先から取り集めた5円を財布に入れて帯に挟み歩いていたところ、突然二人の男が前後より来て加藤を板挟みにして財布を奪い取って逃げ去った。
加藤は泥棒と言って追いかけていたところ、向こうから来た品川警察署の今村四三二が一人の右腕を捕えて、続いてもう一人も捕え両手で引き摺って警察署に連行した。
この男二人は前科があり、これまでも共謀して浅草・神田・銀座で反物などの物品を盗み取り売却して酒色に耽っていたことを自白したという。

## 内容
試合口として投方20ヶ条と占方15ヶ条の乱捕技があった。
同じ久留米出身で警視庁柔術世話係を務めた澁川流の久富鉄太郎が教えていた乱捕技と共通点が多い。
組合
十四ヶ条
以呂波、片羽、左詰、右詰、衣被、車、武者殺、蹴返、襟殺、空礫、掛橋、脇詰、臂詰、四留
八ヶ条
岩石落、呇形、追捕、横入、壁摺、袖摺、額付、鷲落羽
試合口
投方
左足拂、右足拂、左横拂、右横拂、踏返、腰投、背負投、衣カツギ、左巻込、右巻込、挙受投、廻投、ヒザ付、夢想投、横捨身、向捨身、内股、裏腰投、前巻投、後巻投、
占方
前占、後占、十文字、片手紋、胴占、ウデ引、手首占、右オサエ込、左オサエ込、前オサエ込、脇オサエ込、体折占、死活占、踏流

## 系譜
勝本惣介以降は原家で伝承されていた。
- 伊予行佐介
- 児玉是斎
- 松岡九右衛門
- 勝本惣介
- 原権右衛門
- 原利八
- 原権右衛門
- 原太介
- 原軍太
- 原平之丞
- 原太介

河野兄弟の系統
- 原太助（上記の原太介か）
  - 河野一二（河野市次）
    - 河野芳太郎

  - 今村四三二（今村與八郎）